# 2022년 동계 올림픽 크로아티아 선수단
2022년 동계 올림픽 크로아티아 선수단은 2022년 2월 4일부터 2월 20일까지 중화인민공화국 베이징에서 개최되는 2022년 동계 올림픽에 참가한 올림픽 크로아티아 선수단이다.
이번 대회에서 크로아티아는 남자 4인, 여자 7인에 총 11인의 선수를 출전시킨다. 개막식 선수단 입장시 기수는 즈린카 류티치와 마르코 스켄데르가 맡았다.

## 참가 규모
다음은 이번 대회의 종목별 참가 선수 규모이다.
| 종목         | 남자 | 여자 | 총합 |
| ------------ | ---- | ---- | ---- |
| 쇼트트랙     | 0    | 1    | 1    |
| 스노보드     | 0    | 1    | 1    |
| 알파인스키   | 3    | 3    | 6    |
| 크로스컨트리 | 1    | 2    | 3    |
| 총합         | 4    | 7    | 11   |

## 쇼트트랙
쇼트트랙 종목에서 크로아티아는 여자 1인의 출전권을 확보하였다. 크로아티아의 쇼트트랙 출전은 이번 대회가 처음이다.
2022년 1월 18일 발렌티나 아슈치치가 국가대표로 선발되었으며, 1500m 종목에서 재조정 절차를 거쳐 추가 참여 기회를 획득하여 경기에 나서게 되었다.
| 선수              | 종목       | 예선   | 예선 | 준준결승  | 준준결승  | 준결승    | 준결승    | 결승      | 결승 |
| 선수              | 종목       | 시간   | 순위 | 시간      | 순위      | 시간      | 순위      | 시간      | 순위 |
| ----------------- | ---------- | ------ | ---- | --------- | --------- | --------- | --------- | --------- | ---- |
| 발렌티나 아슈치치 | 여자 500m  | 44.681 | 3    | 진출 실패 | 진출 실패 | 진출 실패 | 진출 실패 | 진출 실패 | 23   |
| 발렌티나 아슈치치 | 여자 1500m | 빈칸   | 빈칸 | 2:21.456  | 5         | 진출 실패 | 진출 실패 | 진출 실패 | 26   |

## 스노보드
스노보드 종목에서 크로아티아는 여자 1인의 출전권을 확보하였으며, 여자 빅에어와 슬로프스타일 종목에 참가한다. 크로아티아의 스노보드 종목 참가는 2014년 소치 동계올림픽 이후 두번째이다.
프리스타일
| 선수          | 종목              | 예선 | 예선  | 예선     | 예선  | 결승 | 결승      | 결승      | 결승      | 결승      |           |
| 선수          | 종목              | 1차  | 2차   | 최고점수 | 순위  | 1차  | 2차       | 3차       | 최고점수  | 순위      |           |
| ------------- | ----------------- | ---- | ----- | -------- | ----- | ---- | --------- | --------- | --------- | --------- | --------- |
| 레아 유고바츠 | 여자 빅에어       | 9.25 | 15.00 | 10.00    | 24.25 | 28   | 진출 실패 | 진출 실패 | 진출 실패 | 진출 실패 | 진출 실패 |
| 레아 유고바츠 | 여자 슬로프스타일 | DNS  | DNS   | DNS      | DNS   | DNS  | 진출 실패 | 진출 실패 | 진출 실패 | 진출 실패 | 진출 실패 |

## 알파인스키
알파인스키 종목에서 크로아티아는 남자 3인, 여자 2인의 출전권을 확보하였으며, 재조정 절차를 거쳐 여자 1인의 출전권을 추가로 확보하였다. 단체 종목에도 출전자격을 확보하였으나 참가하지는 않았다.
| 선수            | 종목        | 1차 시도 | 1차 시도 | 2차 시도  | 2차 시도  | 종합      | 종합      |
| 선수            | 종목        | 기록     | 순위     | 기록      | 순위      | 기록      | 순위      |
| --------------- | ----------- | -------- | -------- | --------- | --------- | --------- | --------- |
| 사무엘 콜레가   | 남자 대회전 | 1:06.53  | 24       | 1:10.75   | 23        | 2:17.28   | 21        |
| 필리프 주브치치 | 남자 대회전 | 1:04.69  | 15       | 1:07.40   | 9         | 2:12.09   | 10        |
| 사무엘 콜레가   | 남자 회전   | 55.54    | 18       | 50.53     | 6         | 50.53     | 15        |
| 마테이 비도비치 | 남자 회전   | 56.57    | 26       | 50.79     | 14        | 1:47.36   | 20        |
| 필리프 주브치치 | 남자 회전   | 55.79    | 21       | 50.89     | 17        | 1:46.68   | 18        |
| 안드레아 콤시치 | 여자 대회전 | DNS      | DNS      | 진출 실패 | 진출 실패 | 진출 실패 | 진출 실패 |
| 즈린카 류티치   | 여자 대회전 | 1:02.50  | 35       | 1:01.27   | 27        | 2:03.77   | 28        |
| 안드레아 콤시치 | 여자 회전   | DNF      | DNF      | 진출 실패 | 진출 실패 | 진출 실패 | 진출 실패 |
| 즈린카 류티치   | 여자 회전   | 55.03    | 26       | 53.88     | 23        | 1:48.91   | 25        |
| 레오나 포포비치 | 여자 회전   | 55.31    | 30       | 53.11     | 12        | 1:48.42   | 23        |

## 크로스컨트리
크로스컨트리 종목에서 크로아티아는 기본 예선기준을 충족하여 남자 1인, 여자 1인의 출전권을 확보하였다. 이후 2021년 12월 11일 국가랭킹에서 33위에 올라 여자선수 1명의 출전권을 추가로 확보하게 되었다.
거리종목
| 마르코 스켄데르 | 남자 15km 클래식     | 48:30.8   | +10:36.0 | 85 |
| 마르코 스켄데르 | 남자 50km 프리스타일 | 1:30:34.5 | +19:01.8 | 57 |
| 테나 하지치     | 여자 10km 클래식     | 36:27.5   | +8:21.2  | 83 |
| 베드라나 말레치 | 여자 10km 클래식     | 34:31.6   | +6:25.3  | 73 |
| 베드라나 말레치 | 여자 30km 프리스타일 |           |          |    |

스프린트
| 선수                        | 종목               | 예선    | 예선 | 준준결선  | 준준결선  | 준결선    | 준결선    | 결선      | 결선      |
| 선수                        | 종목               | 시간    | 순위 | 시간      | 순위      | 시간      | 순위      | 시간      | 순위      |
| --------------------------- | ------------------ | ------- | ---- | --------- | --------- | --------- | --------- | --------- | --------- |
| 마르코 스켄데르             | 남자 스프린트      | 3:06.86 | 69   | 진출 실패 | 진출 실패 | 진출 실패 | 진출 실패 | 진출 실패 | 진출 실패 |
| 테나 하지치                 | 여자 스프린트      | 3:45.60 | 71   | 진출 실패 | 진출 실패 | 진출 실패 | 진출 실패 | 진출 실패 | 진출 실패 |
| 베드라나 말레치             | 여자 스프린트      | 3:33.12 | 53   | 진출 실패 | 진출 실패 | 진출 실패 | 진출 실패 | 진출 실패 | 진출 실패 |
| 테나 하지치 베드라나 말레치 | 여자 단체 스프린트 | 빈칸    | 빈칸 | 빈칸      | 빈칸      | 26:29.23  | 10        | 진출 실패 | 20        |